# Miguel Portas
Miguel Sacadura Cabral Portas (ur. 1 maja 1958 w Lizbonie, zm. 24 kwietnia 2012 w Antwerpii) – portugalski ekonomista, dziennikarz i polityk, od 2004 do 2012 deputowany do Parlamentu Europejskiego.

## Życiorys
W młodości pracował jako animator kultury. W 1986 ukończył studia w instytucie ekonomicznym ISEG w Lizbonie. W tym samym roku rozpoczął pracę dla czasopisma „Contraste”. Dwa lata później nawiązał współpracę z tygodnikiem „Expresso”, gdzie redagował kolumnę dotyczącą społeczeństwa. W 1990 związał się z samorządem miasta Lizbony kierowanym przez Jorge Sampaio, gdzie stał na czele wydziału komunalnego i kulturalnego. W 1992 powrócił do pracy w „Expresso”. Pod koniec lat 90. zakładał niezależne pismo lewicowe „Vida Mundial”, w którym był felietonistą i reporterem. Później współpracował m.in. z „Diário de Notícias”. Był redaktorem pisma „Manifesto”.
Podczas nauki w szkole średniej zaangażował się w Związek Studentów Komunistycznych (União dos Estudantes Comunistas). W Portugalskiej Partii Komunistycznej pozostawał do 1989, gdy wraz z częścią działaczy założył własne ugrupowanie Plataforma de Esquerda. Później związał się z organizacją Política XXI, która weszła w 1999 w skład Bloku Lewicy. W tym samym roku był głównym kandydatem koalicji, jednak ugrupowanie uzyskało niecałe 2% poparcia. Pięć lat później z powodzeniem ubiegał się o mandat posła do Parlamentu Europejskiego. Reelekcję uzyskał w 2009. Zmarł w trakcie kadencji na raka płuc.
Opublikował zbiór esejów E o resto é paisagem (Lizbona 2002). Był bratem lidera CDS/PP Paula Portasa.